# 埃马纽埃尔·罗布莱斯
埃马纽埃尔·罗布莱斯（法語：Emmanuel Roblès，1914年5月4日—1995年2月22日），出生于阿尔及利亚的法国小说家暨剧作家。在小说创作方面，他的长篇小说《城市的高地》反映了阿尔及利亚人民反抗殖民统治的斗争，获得费米娜奖，此外还写过《威尼斯的冬天》和《诺尔玛或无尽流亡》等长篇小说。在剧本创作方面，他以委内瑞拉人民争取独立为题材的剧本《蒙塞拉》上演后反响巨大，至今已经被翻译成二十余种语言。其作品被研究者认为结合了才华和力量，尤以塑造女性人物见长，充满了“强烈的人道主义精神”。

## 生平与创作
埃马纽埃尔·罗布莱斯生长在阿尔及利亚奥兰的一个西班牙裔家庭，父亲是个泥瓦匠，在罗布莱斯出生之前三个月就死于斑疹伤寒。罗布莱斯由祖母和母亲抚养长大，他在当地读中学，和后来成为画家的安托万·马丁内斯是同学，后者还画过他的肖像。1934年，从阿尔及尔师范学校毕业的罗布莱斯参加了阿尔及利亚青年代表团，到欧洲各国家包括苏联参观。1935年夏天，读到安德烈·马尔罗的《征服者》、《人的命运》等作品的罗布莱斯渴望目睹中国的变化，他从马赛出发舟行到越南，一直向北旅行到中国昆明。他本来希望继续北上，但因病不得不折返，深感遗憾。
1936年他积极投入西班牙人民阵线组织的活动中。他曾在卜利达当兵和阿尔及尔当兵。1937年9月他在演出时结识阿尔贝·加缪，发现两人志趣相投，从此成为终生好友。1938年他用埃马纽埃尔·奥克斯的笔名发表第一部小说《行动》，不久他和加缪一起在奥兰办《海岸》杂志，还为加缪的《阿尔及尔共和报》撰稿。他也是首位翻译费德里戈·加西亚·洛尔卡诗歌的法国作家。第二次世界大战打断了罗布莱斯的研究，他于1943年成为战地记者。他曾前往科西嘉、撒丁岛等地采访，还参加过对意大利北部和德占亚德里亚海岛屿的轰炸行动。1943年他曾在一次抓捕德军飞行员的行动中左臂受伤。
1946年4月，罗布莱斯退伍，之后在多份报纸比如《战斗》、《法国航空》工作。1947年，罗布莱斯回到阿尔及尔，创建了文学杂志《熔炉》。同年，他完成自己的第一个剧本《蒙塞拉》。剧本在阿尔及尔和巴黎同日上演，引起轰动。1951年罗布莱斯出版《地中海丛书》，并在此期间扶助了地中海地区作家如穆鲁德·斐拉文（Mouloud Feraoun），穆罕默德·狄布 （Mohammed Dib）等北非青年法语作家。1954年他前往墨西哥旅行，后来将经历写成长篇小说《刀丛血花》。
1956年，罗布莱斯参与阿尔及利亚国内停战委员会。1957年他前往日本，回国后写了《四月的人》。1958年由于阿尔及利亚战争规模扩大，罗布莱斯被迫移居法国，继续致力于出版非洲青年作家的作品。1960年1月4日，加缪因车祸去世，罗布莱斯回忆加缪时曾说道：“停放加缪遗体的房间的门是由我关上的……不过，我不赞同加缪的哲学，对我来说那太悲观了。”
1973年，罗布莱斯被选为龚古尔学院院士，替代去世的罗兰·多热莱斯（Roland Dorgelès）。1981年中国青年艺术剧院要公演《蒙塞拉》，罗布莱斯受中国戏剧家协会的邀请来到中国。1983、1984年他又两次来华，后一次他还到西藏旅行，并于1986年发表进藏行纪《西藏之行》。1995年2月，罗布莱斯完成《加缪，太阳兄弟》，将手稿送交出版社后，在家门口摔倒，猝然离世。

## 主要作品
- 《行动》（1938），反映1935年阿尔及利亚工人大罢工。
- 《城市的高地》（1946），以一个孤独的阿拉伯工人向种族主义者复仇的故事，反映阿尔及利亚人民反抗殖民统治的斗争，获得当年的费米娜奖。
- 《蒙塞拉》（1948），讲述了一个年轻的西班牙官员因拒绝泄露玻利瓦尔的藏身之处而为委内瑞拉的独立牺牲的故事，歌颂了玻利瓦尔领导的拉丁美洲人民争取独立的斗争。[7]
- 《黑暗中的黎明》（1952）
- 《真理之死》（1952）
- 《刀丛血花》（1956）
- 《四月的人》（1959）
- 《维苏威火山》（1961）被研究者认为是“新小说”运动出现前夜最杰出的作品[3]。
- 《为造反者申辩》（1966）
- 《春归意大利》（1970）
- 《汽笛》（1977）
- 《威尼斯的冬天》（1981）写具有正义感的记者拉斯奈尔和曾被富商安德烈诱惑的平凡女子艾莲娜之间的真挚爱情。
- 《西藏之行》（1986）
- 《诺尔玛或无尽的流亡》（1988）小说的主人公教师兼翻译夏尔在一起银行抢劫事件中偶遇不幸丧偶的贝娅特丽丝，激起了情感波澜，他摆脱了追求享乐的玛蒂尔德的纠缠，拒绝了情窦初开的学生吕仙妮，终于和贝娅特丽丝结合。而另一条线写夏尔的朋友赖伊斯因反抗阿根廷独裁政府流亡巴黎，表面上类似花花公子，内心却对自己的妻子诺尔玛念念不忘，得知诺尔玛为保护自己牺牲之后自杀。小说充分体现了罗布莱斯所钟爱的爱情与流亡两大主题[4]。
- 《长江两岸》（1990）
- 《废墟上的青草》（1992）
- 《加缪，太阳兄弟》（1995）